# Zingara/Piccola ragazza triste
Zingara/Piccola ragazza triste pubblicato nel 1969 è un 45 giri del cantante italiano Bobby Solo.

## Il disco
Come per la Zanicchi, anche per Bobby Solo si tratta della seconda vittoria al Festival di Sanremo: la prima se l'era conquistata nell'edizione del 1965 col brano Se piangi, se ridi.
Bobby Solo ne ha interpretato anche una versione in tedesco intitolata Zigeunermädchen.

## Tracce
LATO A
1. Zingara (testo: Luigi Albertelli – musica: Enrico Riccardi; edizioni musicali Ritmi e canzoni)

LATO B
1. Piccola ragazza triste (testo: Cesare Gigli - Gianni Sanjust – musica: Giosy Capuano - Mario Capuano - Roberto Satti; edizioni musicali Fama)

### Classifica
| Posizione | 8 | 1 | 1 | 2 | 2 | 2 | 4 | 7 |

## Edizioni
Il disco fu pubblicato nello stesso anno in varie nazioni da diverse case discografiche:
- Argentina, Zingara/Piccola ragazza triste (Discos CBS SAICF, 22.053)[3]
- Australia, Zingara/Piccola ragazza triste (Carinia, 45-R-7025)[4]
- Francia, Zingara/Piccola ragazza triste (Disques Festival, SPX 40)[5]
- Germania, Zingara/Piccola ragazza triste (CBS Records, 4022)[6]
- Grecia, Zingara/Piccola ragazza triste (Dischi Ricordi, 9535)[7]
- Jugoslavia, Zingara/Piccola ragazza triste (Jugoton, SR-8237)[8]
- Paesi Bassi, Zingara/Piccola ragazza triste (CBS Records, 4022)[9]
- Spagna, Zingara/Piccola ragazza triste (Philips Records, 360 238 PF)[10]
- Svizzera, Zingara/Piccola ragazza triste (Dischi Ricordi, SRL 10-527)[11]
- Turchia, Zingara/Piccola ragazza triste (Melodi, 69002)[12]